# Лосєв Анатолій Лукич
Анатолій Лукич Лосєв (12 січня 1947, смт Отиня, нині Отинія Коломийського району Івано-Франківської області) — український радянський спортсмен (греко-римська боротьба). Заслужений тренер України (2004).
Закінчив факультет фізичного виховання Тернопільського педагогічного інституту (1975, нині ТНПУ). Майстер спорту з греко-римської боротьби, семиразовий чемпіон України, володар Кубка європейських чемпіонів (1972). Багаторазовий переможець міжнародних змагань. Від 1969 — тренер Тернопільської СДЮШОР.